# Newag Griffin
Newag Griffin ist eine Lokomotivfamilie des polnischen Schienenfahrzeugherstellers Newag. Sie umfasst sieben Lokomotivtypen in verschiedenen Leistungsklassen sowie in Mehrsystem- und Dieselausführung, die alle auf einem Grundkonzept basieren. Die erste gefertigte Lokomotive ist die Unterbauart E4MSU, eine Mehrsystemlokomotive für 160 km/h.

## Geschichte

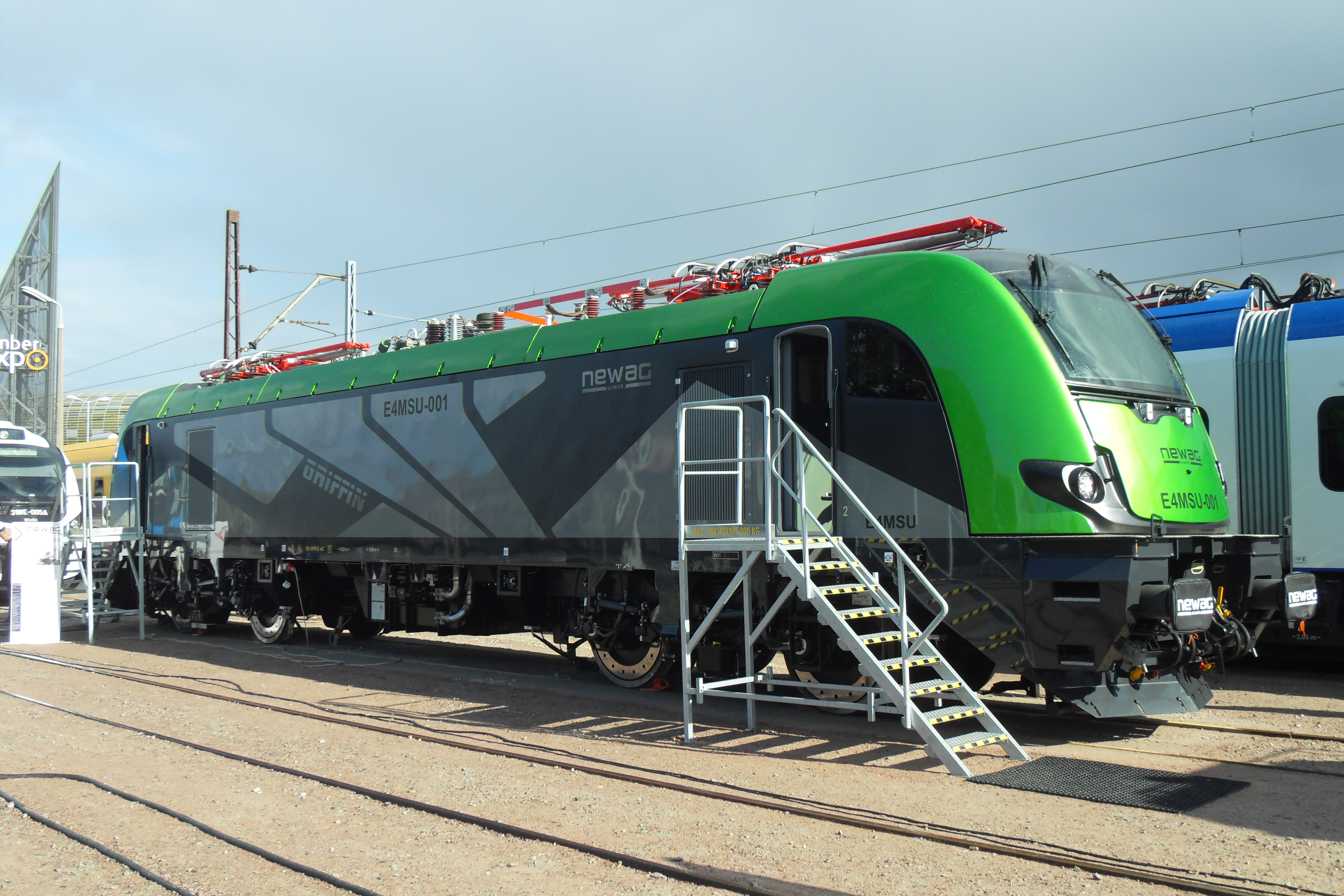
E4MSU-001 auf der Messe TRAKO in Danzig 2013

Im Jahr 2010 begann die damalige ZNLE Gliwice, aus der die heutige Newag Gliwice hervorging, mit den Planungen für eine neue universell einsetzbare Elektrolokomotive. Das Projekt erhielt den Namen Elephant. Vorgesehen waren Einsystemlokomotiven mit einer zulässigen Geschwindigkeit von 140 km/h für gemischte Einsätze sowie eine Mehrsystemlokomotive für den hochwertigen Reiseverkehr mit 200 km/h. Als erste Variante sollte die 140 km/h schnelle E4MSU für 3 kV Gleich- sowie 15 und 25 kV Wechselspannung gebaut werden. Zur Messe Trako in Danzig im Herbst 2011 war die Fertigstellung eines Exemplars und die öffentliche Vorstellung der Lokomotivfamilie geplant. Gleichzeitig wurde das Projekt in den Namen Griffin umbenannt.
Aufgrund von Verzögerungen in mehreren Bereichen erfolgte die öffentliche Präsentation der Lok erst im September 2012 auf der Messe InnoTrans in Berlin. Im Frühjahr 2013 begann dann ein umfangreiches Testprogramm mit der ersten E4MSU auf verschiedenen Bahnstrecken in Polen. Dabei wurden verschiedene Einsatzmöglichkeiten im Personen- und Güterverkehr getestet und die Leistungsfähigkeit erprobt. Um nötige Zulassungen für Polen zu erhalten, wurden im Sommer 2013 auch Testfahrten bei PKP Cargo, der Güterverkehrssparte der polnischen Eisenbahn, durchgeführt. Auf dem Eisenbahntestring im tschechischen Velim fuhr die Lokomotive im August 2013 erstmals mit anderen Spannungen, um die Mehrsystemkomponenten zu testen. Nachdem alle Testfahrten erfolgreich abgeschlossen wurden, erhielt die Baureihe die Zulassung für das polnische Eisenbahnnetz. Im März 2015 erhielt die Variante E4MSU TSI-Zertifizierungen nach „Fahrzeuge – Lokomotiven und Personenwagen“ (LOC&PAS), „Fahrzeuge – Lärm“ (NOI) und „Sicherheit in Eisenbahntunneln“ (SRT).
Im Februar 2013 begann die Fertigung der ersten Lokomotive des Typs E4MSP für den schnellen Personenverkehr. Auch sie sollte umfangreiche Testfahrten absolvieren.
2015 bestellte das polnische Unternehmen Lotos Kolej fünf Lokomotiven der Variante E4DCU. Sie sollten im Jahr 2017 ausgeliefert und im Güterverkehr eingesetzt werden.
Ende März 2018 bestellte PKP Intercity 20 Lokomotiven der Variante E4DCU mit einer Option auf 10 weitere Lokomotiven, welche ein Jahr später eingelöst wurde. Die Lokomotiven werden bei PKP Intercity als EU160 bezeichnet. Die ersten acht Lokomotiven wurden im März 2020 der PKP übergeben. Seit Ende März 2020 werden sie nach ihrer erfolgten Zulassung planmäßig eingesetzt. Bis November 2020 wurden alle 30 EU160 ausgeliefert. Diese Lokomotiven sind vom Typ E4DCU, sind 160 km/h schnell und haben eine Leistung von 5100 kW. Sie sind in Warschau stationiert und im nationalen Verkehr im Einsatz. Im Frühjahr 2025 gab die PKP bekannt, dass sie inzwischen 66 Griffin-Lokomotiven betreibt.

## Aufbau und Technik

### Typenübersicht
| Typ   | Stromsystem                            | Dauerleistung | Höchstgeschwindigkeit | Anfahrzugkraft | Dienstmasse | Maximale Achslast |
| ----- | -------------------------------------- | ------------- | --------------------- | -------------- | ----------- | ----------------- |
| E4DCU | 3 kV =                                 | 5,6 MW        | 160 km/h              | 310 kN         | 79 t        | 196 kN            |
| E4DCP | 3 kV =                                 | 5,6 MW        | 200 km/h              | 310 kN         | 79 t        | 196 kN            |
| E4ACU | 15 kV, 16,7 Hz ~ 25 kV, 50 Hz ~        | 5,6 MW        | 160 km/h              | 310 kN         | 84 t        | 208 kN            |
| E4ACP | 15 kV, 16,7 Hz ~ 25 kV, 50 Hz ~        | 5,6 MW        | 200 km/h              | 310 kN         | 84 t        | 208 kN            |
| E4MSU | 3 kV = 15 kV, 16,7 Hz ~ 25 kV, 50 Hz ~ | 5,6 MW        | 160 km/h              | 310 kN         | 88 t        | 220 kN            |
| E4MSP | 3 kV = 15 kV, 16,7 Hz ~ 25 kV, 50 Hz ~ | 5,6 MW        | 200 km/h              | 310 kN         | 88 t        | 220 kN            |
| D4MSU | Dieselantrieb                          | 2,3 MW        | 160 km/h              | 248 kN         | 79 t        | 196 kN            |

### Aufbau
Jede Lokomotive basiert auf einem selbsttragenden, geschweißten Stahlrahmen. Auf und an diesem sind alle weiteren Komponenten angebracht. Die Front ist nach aktuellen Sicherheitsvorgaben mit Knautschzonen und Aufkletterschutzeinrichtungen ausgerüstet, um dem Lokpersonal bei einem Zusammenstoß größtmögliche Sicherheit zu bieten. Weiterhin ist eine Brandmeldeanlage und ein Löschsystem eingebaut. Das in drei Segmente geteilte Dach lässt sich leicht öffnen und ermöglicht ein einfaches Erreichen der eingebauten Geräte von oben. Die beiden Drehgestelle verfügen über je zwei Radsätze, die Räder haben einen Durchmesser von 1250 mm. Jede Achse wird von einem Motor angetrieben. An den Drehgestellen ist eine Spurkranzschmieranlage angebracht.

### Technik

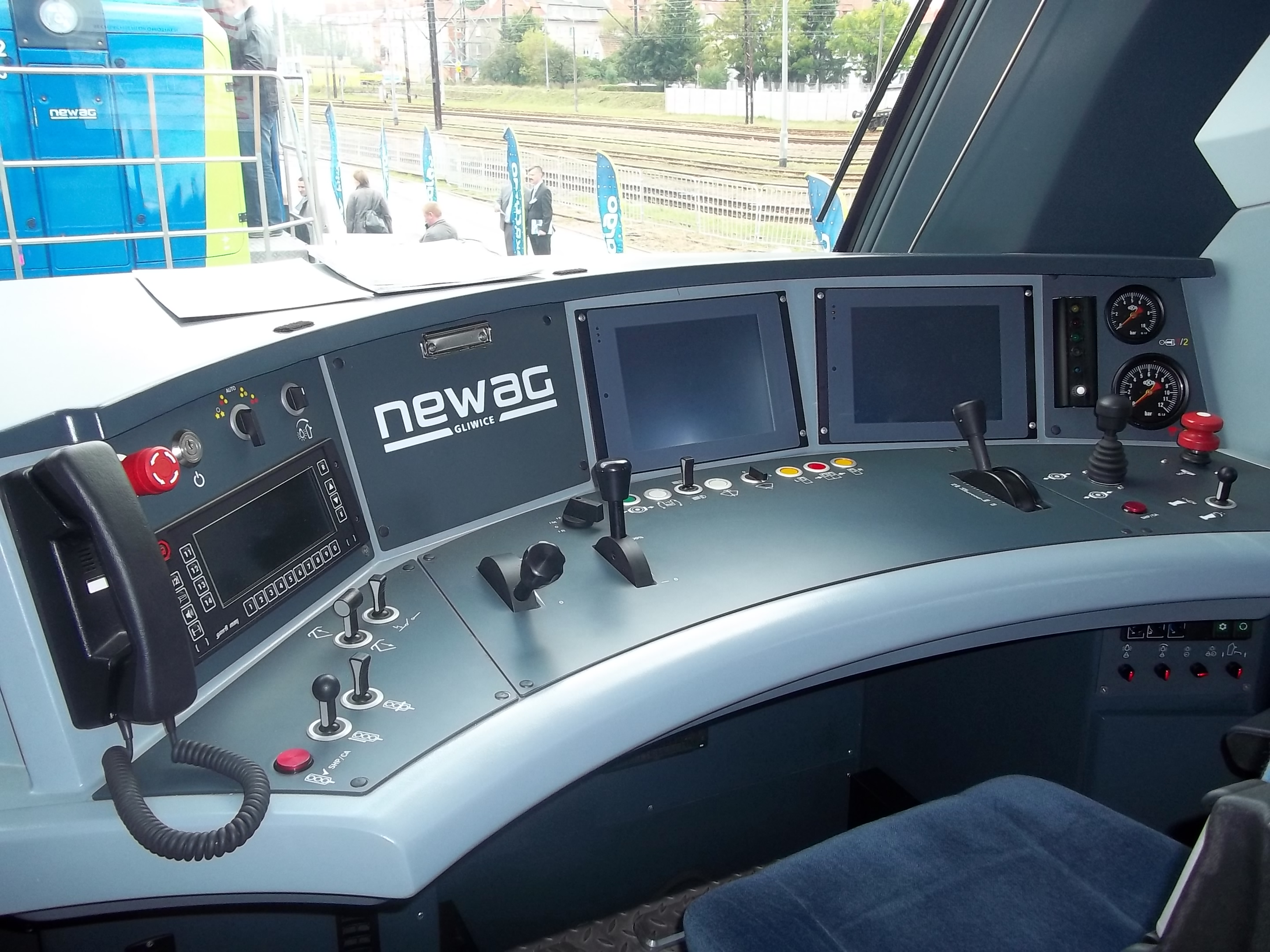
Führerstand der Newag Griffin

Die Stromabnahme erfolgt über zwei oder vier einzeln angeordnete Stromabnehmer, ein Transformator formt den Strom um und stellt somit die Versorgung der Fahrmotoren sicher. Alle Traktionskomponenten werden von einem Computer überwacht und einer effizienten Fahrweise entsprechend geregelt. Außerdem ist ein computerbasiertes Diagnosesystem vorhanden. Die Spitzen- und Schlusslichter der Lok bestehen aus LEDs.
An beiden Enden der Lok befinden sich die Führerstände, die jeweils für zwei Mann ausgelegt sind. Sie sind weitestgehend nutzerfreundlich aufgebaut und verfügen über eine Klimaanlage. Anstelle von Außenspiegeln sind vier Kameras an der Lok angebracht, die dazugehörigen Bilder können im Führerstand auf einem Display angezeigt werden. Außerdem sind Kameras an den Kupplungen montiert.